# Dystokie
Eine Dystokie (altgriechisch δυστοκία dystokía „schwere Geburt“, von δυσ- dys- „übel“ und τὁκος tokos „Geburt“) ist ein gestörter Geburtsverlauf im Sinne einer erschwerten Entbindung. Willibald Pschyrembel definierte die Dystokie als Wehenanomalie mit Dauerkontraktionen (Tetanus uteri), mit zu starken Wehen (Hypersystolie), mit zu häufigen Wehen (Polysystolie) oder mit einem erhöhten Grundtonus. Diese enge Definition im Sinne zu starker Wehen wird in seinem Wörterbuch jetzt weiter gefasst: Die Dystokie bezeichnet heute jeden gestörten Geburtsverlauf infolge mechanischer, organischer oder funktioneller Ursachen. Es gibt die vier Formen Beckendystokie, Schulterdystokie, Wehendystokie und Zervixdystokie. Etwa sechs Prozent aller Entbindungen sind solche Risikogeburten. Man spricht von der schweren Geburt. Das Gegenteil der Dystokie ist die normale Geburt (Eutokie). Im Französischen wird mit den Begriffen Dystocie maternelle und Dystocie foetale zwischen mütterlichen und kindlichen Ursachen unterschieden.

## Ursachen
In den meisten Fällen handelt es sich bei der Dystokie um nicht voranschreitende Wehen (Wehenschwäche). Bei einer Schulterdystokie ist eine Schulter des Kindes im Geburtskanal eingeklemmt. Andere Ursachen sind kindliche oder mütterliche Anomalien wie die Querlage des Kindes, ein Hydrozephalus, ein zu enges mütterliches Becken, eine Weichteilrigidität, eine Placenta accreta, eine Placenta adhaesiva, eine Placenta praevia, eine zervikale Striktur (Zervixdystokie), ein Uterusspasmus oder Siamesische Zwillinge.

## Diagnose
Im Vordergrund steht die gründliche körperliche Untersuchung. Hilfreich sind außerdem die Sonographie und die Kardiotokographie und mit Einschränkungen auch die Amniozentese und das Partogramm. Röntgendiagnostik, Computertomographie und Magnetresonanztomographie nur in Ausnahmefällen.

## Therapie
Neben den umfangreichen Möglichkeiten der konservativen Geburtshilfe muss an einen Dammschnitt und an die Schnittentbindung (Kaiserschnitt) gedacht werden. Es gibt wehenfördernde (zum Beispiel Dinoproston) und wehenhemmende (zum Beispiel Fenoterol, Atosiban) Medikamente.